# Uloborus glomosus
Uloborus glomosus es una especie de araña araneomorfa del género Uloborus, familia Uloboridae. Fue descrita científicamente por Walckenaer en 1842.
Habita en América del Norte. Esta es la única especie de Uloborus en Canadá y el noreste de los Estados Unidos.
Como todas las demás especies de Uloboridae, Uloborus glomosus no posee glándulas venenosas, sino que depende del cribelo, una seda difusa no pegajosa que utilizan para atrapar y luego envolver a sus presas. Esta especie exhibe diferentes comportamientos dependiendo de si hay sacos de huevos presentes. Si está presente, la araña hembra tirará de la telaraña y, si no está presente, la araña hembra caminará hacia el lado opuesto de la telaraña.

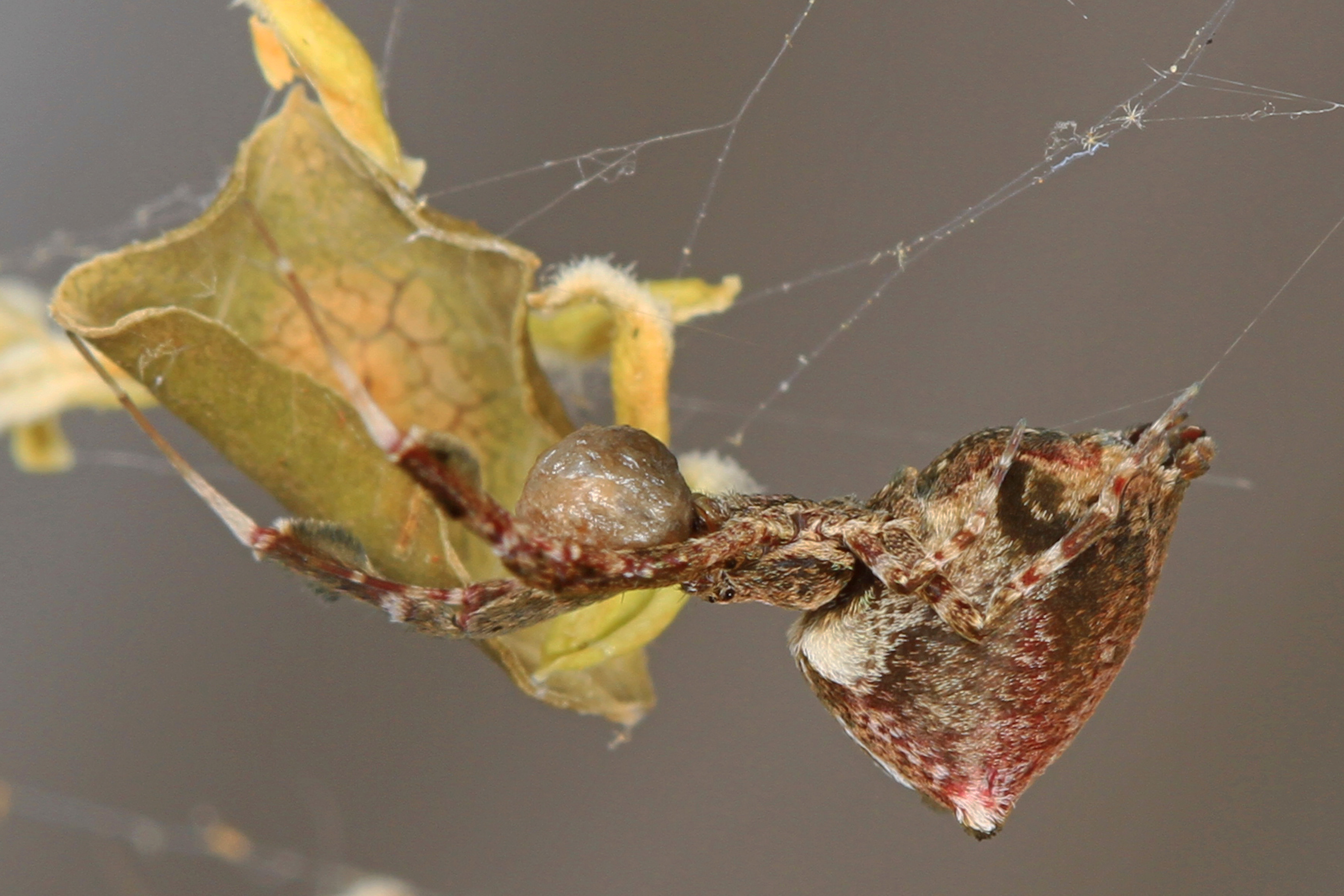
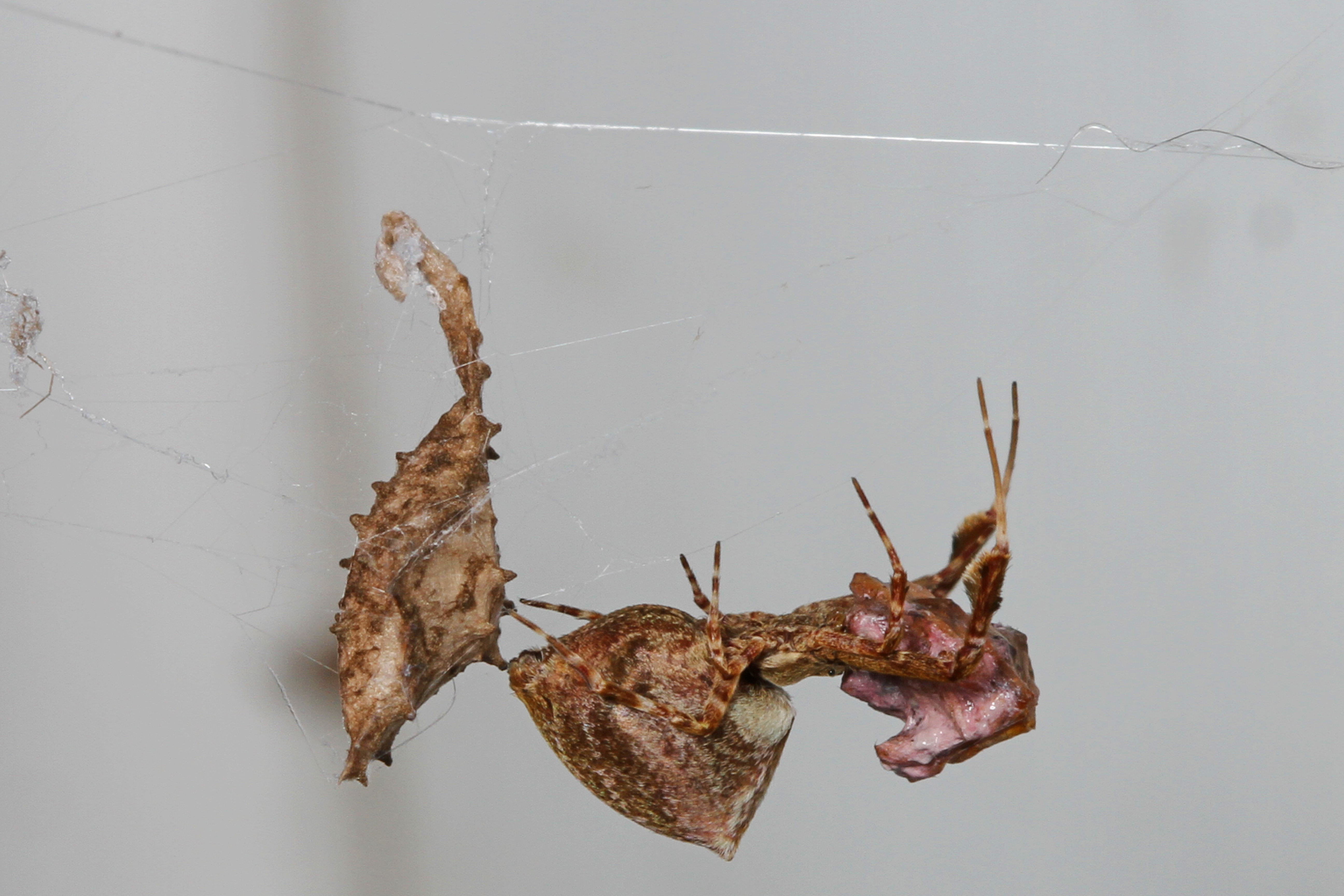
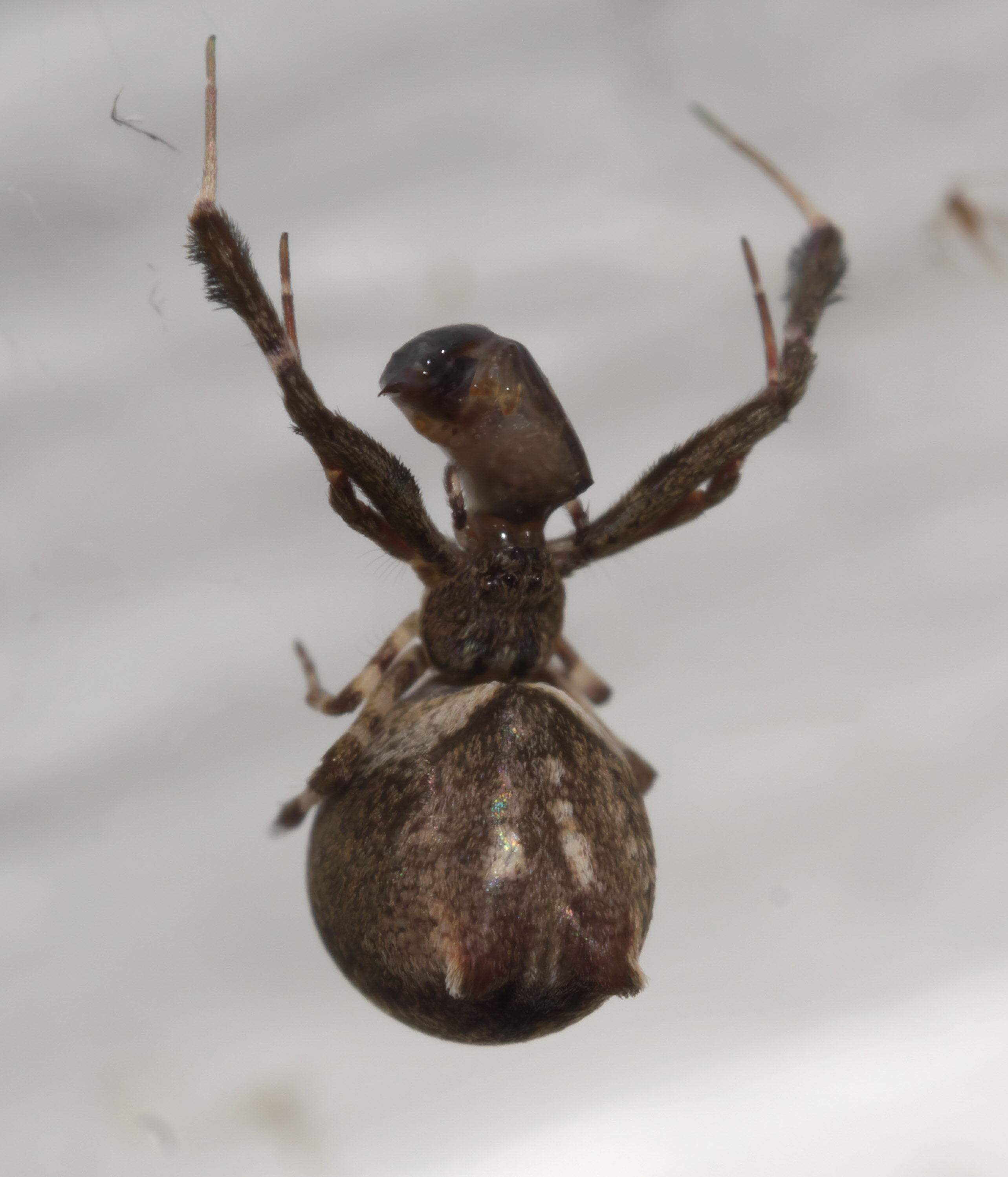
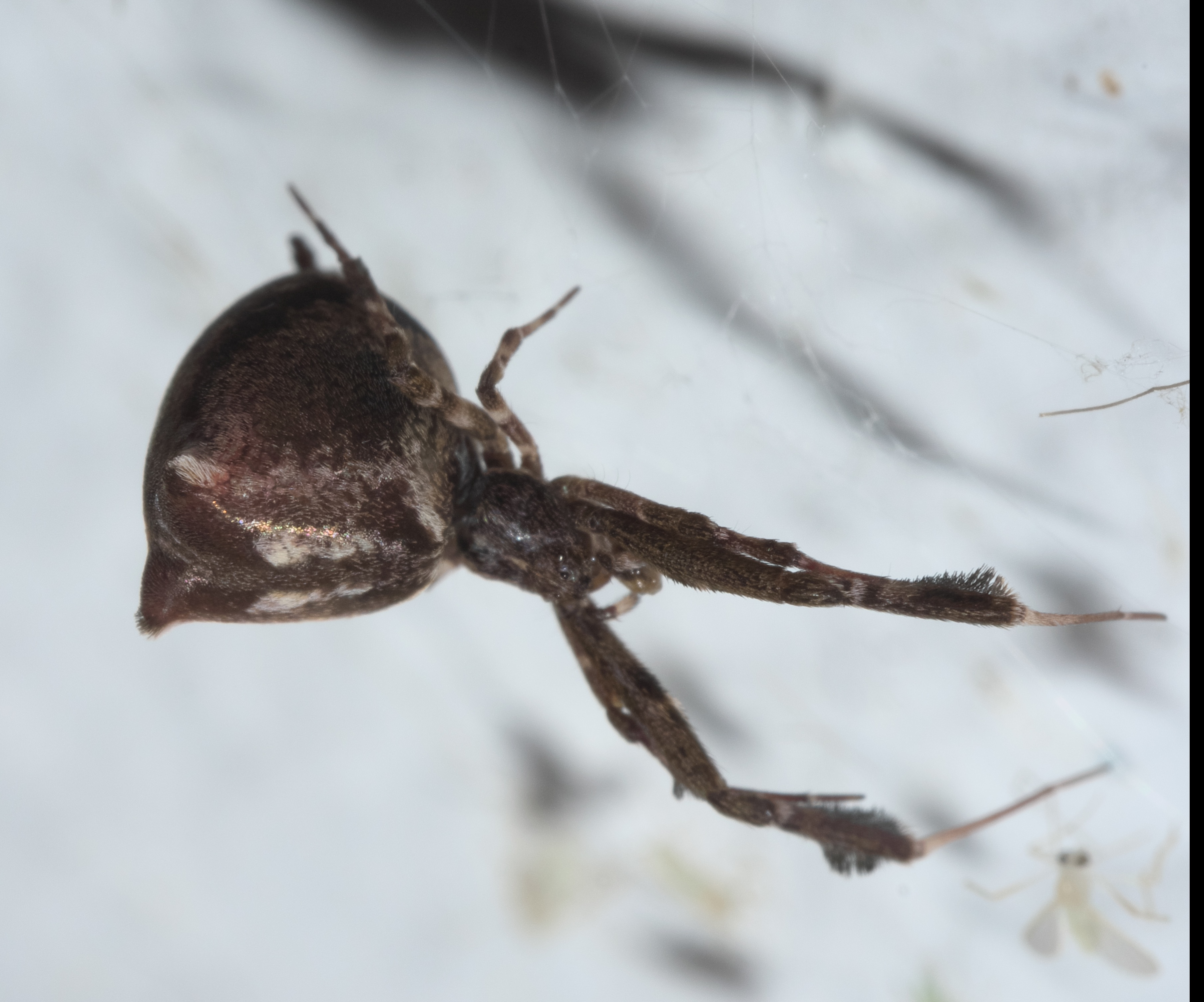